# エミール・ムーシェ
エミール・テオフィール・ムーシェ（Emile Theophile Mouchet、1845年 - 1895年12月3日）は、明治時代にお雇い外国人として来日したフランスの鉱山技師である。

## 経歴・人物
サン＝テティエンヌの鉱山学校卒業。1869年（明治2年）日本政府の招聘により夫人と共に来日した。    
工部省が経営する生野銀山に雇われ、1875年（明治8年）7月25日から8月1日までは三池に在住し、同省が経営する三池炭坑にも雇われ、鉱質調査を行った。これによって、同炭坑が所有する勝立坑の開鑿の計画に携わった。1877年（明治10年）には同年帰国した同じ鉱山学校出身のジャン・フランシスク・コワニエの後継者としてその銀山の技師長を務めた。
1880年（明治13年）、任期満了により離日し、カナダに移住した。なお、ムーシェが計画した勝立坑の工事は帰国後の1885年（明治18年）11月13日に開始され、1898年（明治28年）4月1日に操業が開始している（1928年（昭和3年）6月16日に閉坑）。